# SN 1995ab
SN 1995ab – supernowa typu II odkryta 22 września 1995 roku w galaktyce NGC 7663. W momencie odkrycia miała maksymalną jasność 17,70m.